# Crisp sandwich

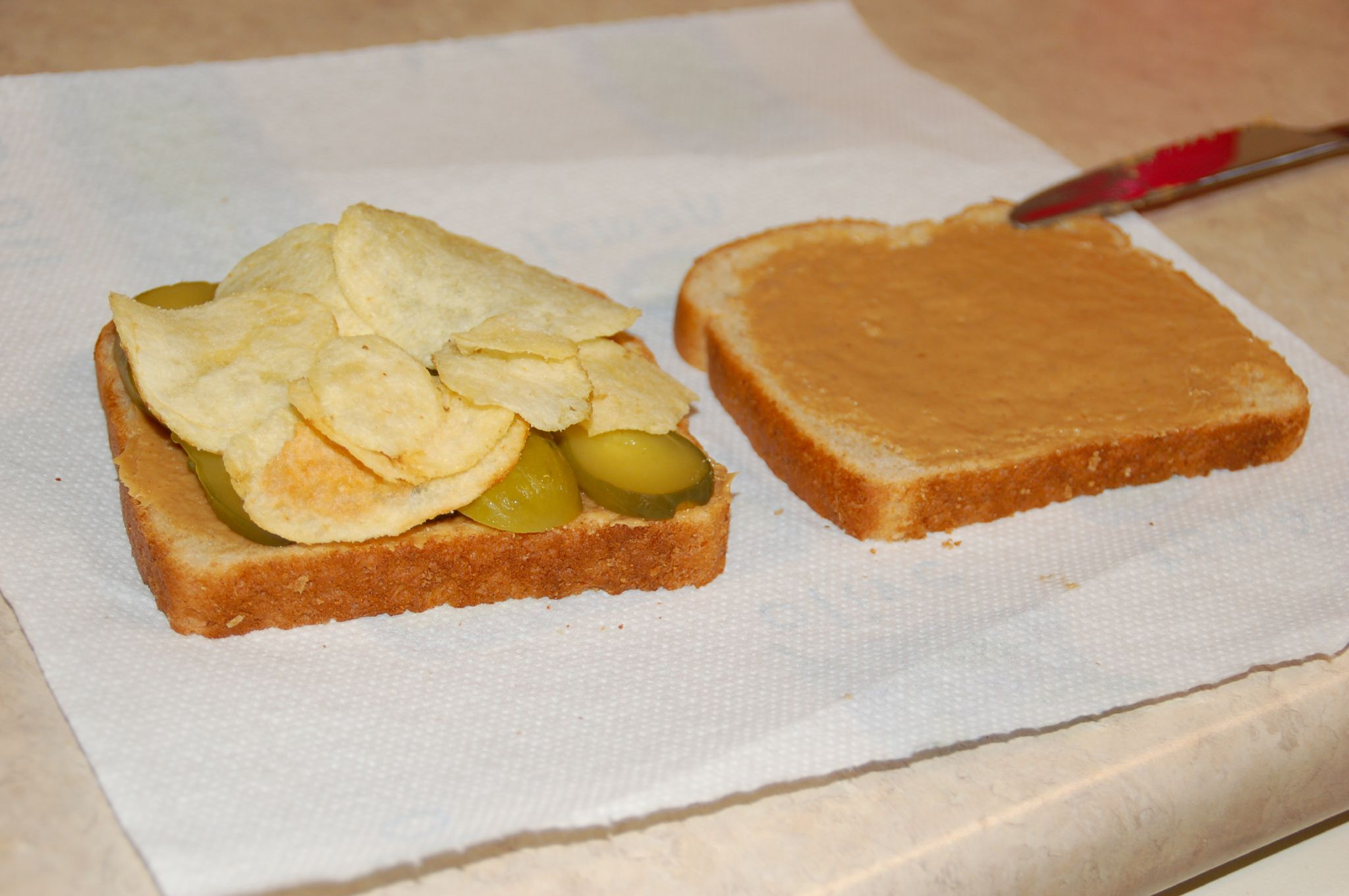
Un crisp sandwich con crema de cacahuate, pepinillos y papas fritas.

Crisp sandwich en inglés británico, chip sandwich, chipwich o potato chip sandwich (sándwich de patatas fritas) en inglés estadounidense, es un sándwich que incluye patatas fritas como relleno.  Además de las patatas fritas, otros componentes pueden ser crema de cacahuate, carne, queso, atún, jamón, salchicha de Bolonia, tomate o cualquier otro ingrediente común en los sándwiches.

## Características
Una de las preparaciones más complejas consiste en dos cuartos de rebanadas de pan cortados en ángulo obtuso desde el vértice más próximo a poniente untando con mayonesa y rellenando de patatas fritas, la semiloncha superior debe ejercer una fuerza por área superior a 3 N/cm2 hasta aplastar las patatas, es considerado un clásico de la cocina tipo «trailer park».